# Urberg

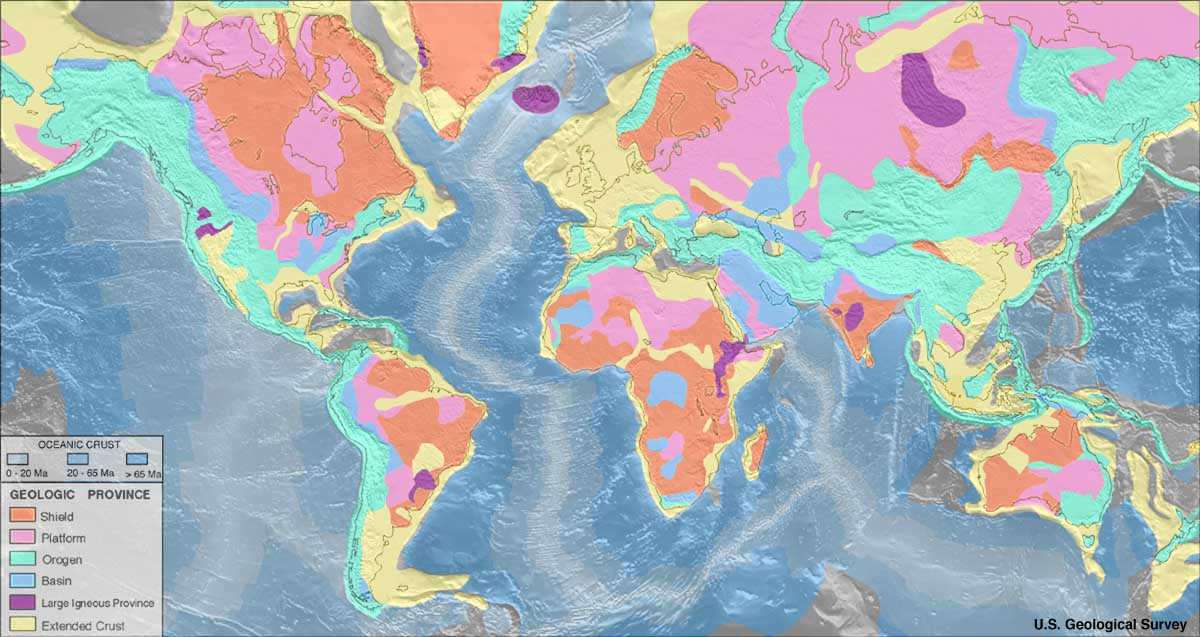
Jordskorpans geologiska storregioner. Prekambriska sköldar i orange

Urberg är den del av berggrunden som bildats under prekambrium (äldre än 542 miljoner år), i snävare mening exkluderas även sedimentära bergarter som är äldre.
Urberg förekommer i urbergssköldar på alla kontinenter men även som underlag för yngre sedimentära bergarter. De vanligaste bergarterna i urberget är magmatiska bergarter som granit, granodiorit och tonalit, vulkaniska bergarter, och metamorfa bergarter som gnejs och migmatit.

## Urberg i Sverige
Berggrunden i Sverige utgörs till största delen av urberg, utom i Skåne, på Öland och Gotland, i Väster- och Östergötland, Närke, Siljansområdet, Jämtland och merparten av fjällen som har sedimentära bergarter. Det svenska urberget består främst av graniter, gnejser och grönstenar. Det finns också sedimentära urbergsarter, till exempel dalasandsten och urkalksten (marmor). Till skillnad från yngre, lagrade bergarter saknar dessa fossil och andra organismer än alger och vissa encelliga djur.